# Antoine-Charles Vauthier
Pour les articles homonymes, voir Vauthier.
 (septembre 2016).
Si vous disposez d'ouvrages ou d'articles de référence ou si vous connaissez des sites web de qualité traitant du thème abordé ici, merci de compléter l'article en donnant les références utiles à sa vérifiabilité et en les liant à la section « Notes et références ».
Antoine-Charles Vauthier, né en 1790 à Paris, et mort en 1879 dans la même ville, est un botaniste, entomologiste et illustrateur français.

## Biographie

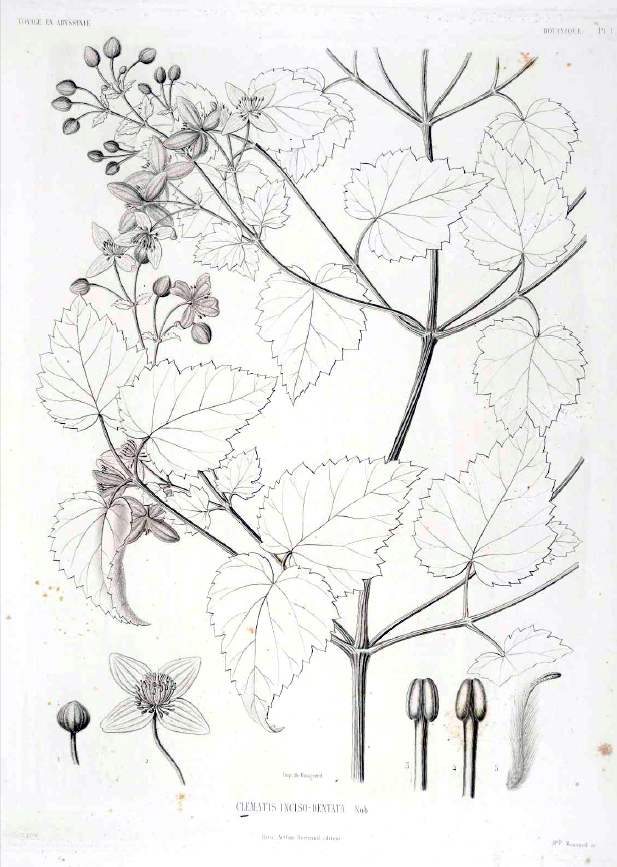
Illustration d'Antoine-Charles Vauthier pour le livre Voyage en Abyssinie d'Achille Richard.

Né le 20 décembre 1790, paroisse Saint-Sulpice, dans le 6e arrondissement de Paris, Antoine Charles Vauthier est le fils de Michel Vauthier, artiste peintre originaire de Langres et de Marie Angélique Demauroy, fille d’un bourgeois de Paris.
Peintre en histoire naturelle, il épouse le 20 mai 1818 dans ce même arrondissement, Marie Emilie Richard, fille du botaniste et professeur à l’école de médecine de Paris Louis Claude Richard (1754-1821) et devient le beau-frère  du médecin et botaniste Achille Richard.
Veuf en 1875, il décède à Paris (6ème)  le 21 juin 1879 à l’âge de 88 ans, à son domicile situé 6 rue de Chevreuse. Sa famille doit être différenciée de celle de Jules Antoine Vauthier (1774-1832) également artiste peintre à Paris.
La parentèle de son épouse comprend par ailleurs l'astronome Eugène François Bouvard (1812-1879), dont le grand oncle fut Alexis Bouvard, directeur de l'Observatoire de Paris, et Alexandre Beljame, enseignant en langue et littérature anglaise à la Sorbonne.

## Carrière
Antoine-Charles Vauthier, botaniste et entomologiste français, est l'auteur de livres et d'illustrations d'histoire naturelle. Son père, Michel Vauthier, arrivé à Paris en 1771, était pastelliste, miniaturiste à Versailles et plus tard éditeur et marchand d'art à Paris.
En 1825, il publie dans les Annales des Sciences Naturelles une "Description d'une nouvelle espèce d'araignée du genre Epeira, de M. Walckenaer", se rapportant à l'Araneus, genre d'araignées aranéomorphes de la famille des Araneidae. Il illustre également plusieurs ouvrages de son beau-frère et botaniste Achille Richard, notamment Voyage en Abyssinie.
Antoine-Charles Vauthier est un collectionneur de plantes et d'insectes. Il s'embarque pour le Brésil où il débarque à Rio de Janeiro en décembre 1831. Il revient en France 18 mois plus tard et arrive au Port de Toulon le 21 mai 1833.

## Publications
Il est l'illustrateur ou auteur de plusieurs ouvrages spécialisés sur le règne animal et végétal :
- Histoire Naturelle des Lépidoptères ou Papillons de France , Philogène Auguste Joseph Duponchel, Antoine-Charles Vauthier, Paul Chrétien Romain Constant Duménil, Paris, Crevot, 1821-1824 (réédition  : BiblioBazaar, 2009).
- Dictionnaire classique d’histoire naturelle, sous la direction de Jean-Baptiste Bory de Saint-Vincent. Première livraison, Paris, Rey et Gravier, Boudoin Frères, 1822[9].
- Dessins des Oeuvres de Buffon, Paris, édition Baudoin, 1828[10].
- Voyage autour du monde : exécuté pendant les années 1836 et 1837 sur la corvette la Bonite , 1840-1866[11].

## Galerie

Œuvres de Antoine-Charles Vauthier
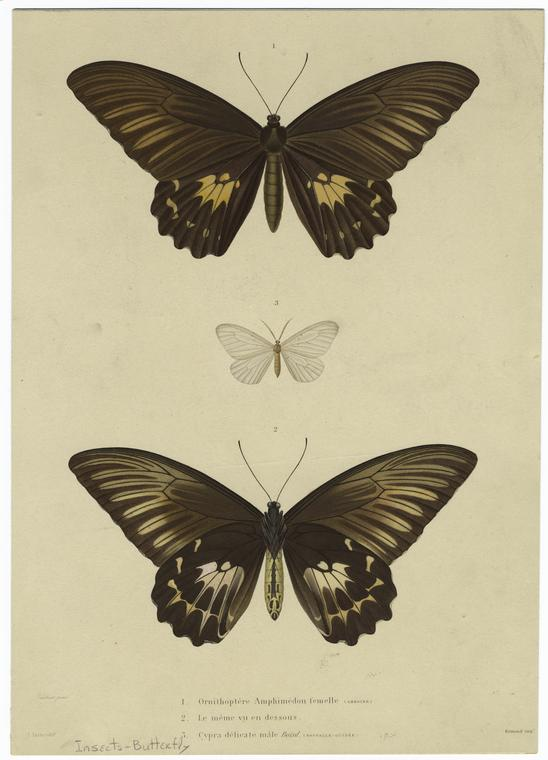
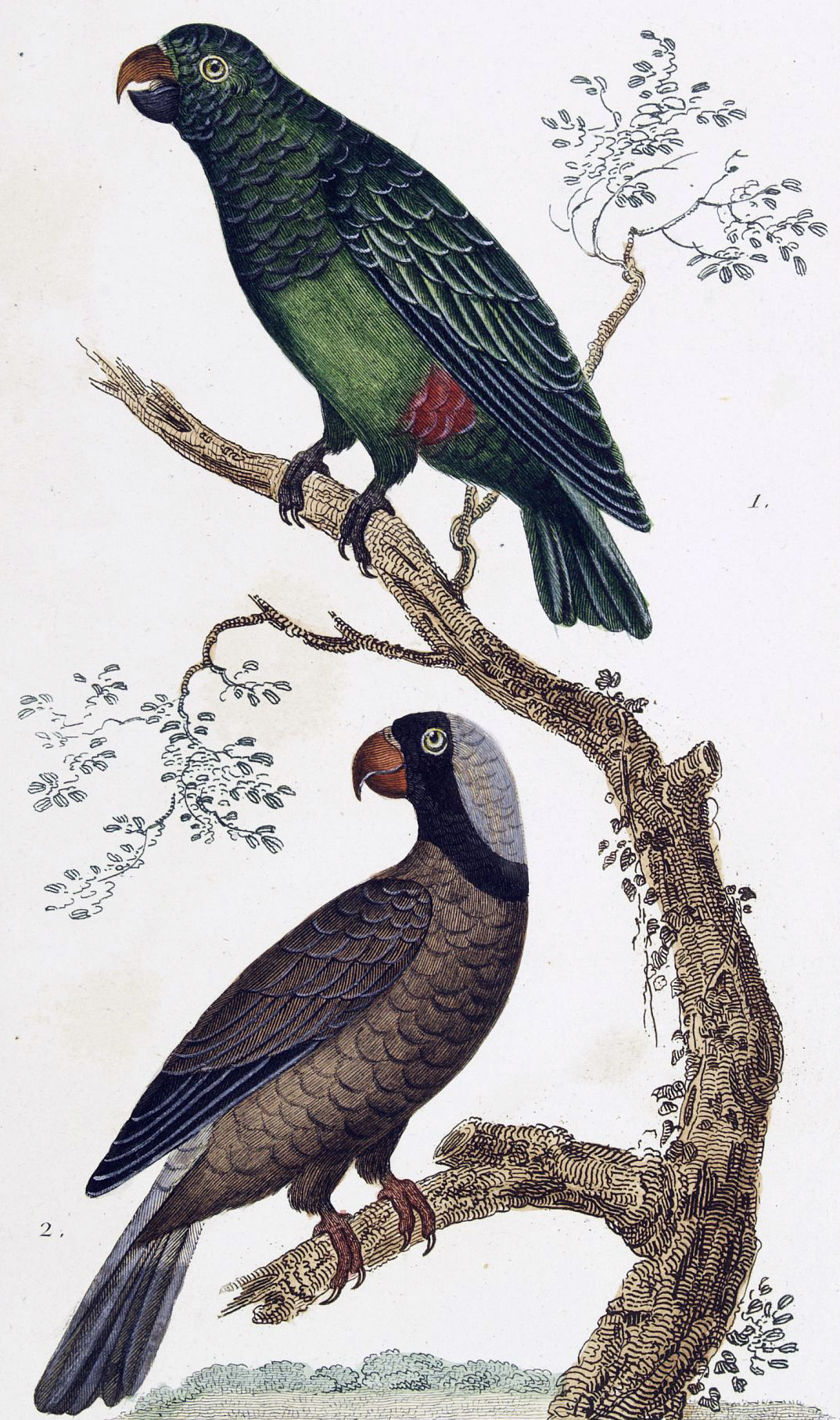
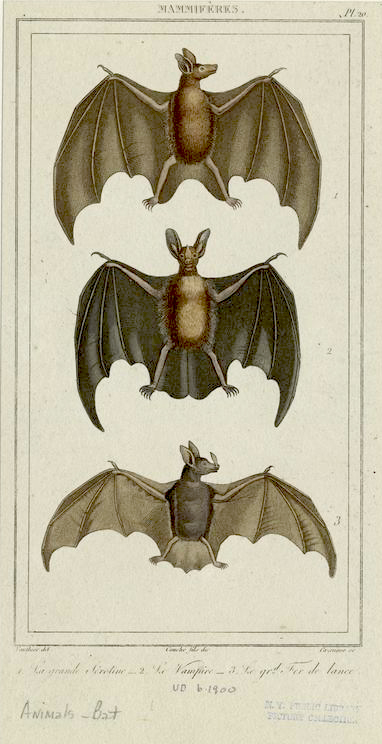